# Dioxyde
Dioxyde ist eine spanische Elektro-Formation, die 1999 von Marco Calvo mit Carlos Ruiz in Madrid gegründet wurde. Das Label Noise Terror Productions, ein Sublabel von Dependent Records, hat die Gruppe unter Vertrag.

## Geschichte
1999 trat Carlos Ruiz als Keyboardspieler der Band bei. 
Entdeckt wurde die Band durch eines ihrer musikalischen Vorbilder, dem Gründer des Electro-Projektes Suicide Commando, Johan van Roy. Ihr erstes Album „Torschlüsspanik“ wurde 2002 unter dem Label Dying Culture veröffentlicht. Ende 2003 verließ Carlos Ruiz die Gruppe, um sich seiner eigenen Formation Asseptic Room zu widmen. Ein neuer Keyboarder wurde mit Jorge Bibiano (Koke) gefunden. Wenig später löste sich das von der Firma Daredo betreute Label Dying Culture auf. Die Suche nach einem neuen Vermarkter verzögerte sich durch einen schweren Motorradunfall Calvos im Jahre 2004. Mit Noise Terror Productions fand Dioxyde ein neues Label, unter dem im Frühjahr 2006 das zweite Album „Social Phobia“ veröffentlicht wurde. Die Lieder sind neben Englisch auch in Spanisch und Deutsch, mit Remixen von Agonoize und  Feindflug.

## Sonstiges
Dioxyde spielte bereits Konzerte mit Bands wie Suicide Commando und Hocico. Einen Höhepunkt stellte ihr Auftritt auf dem Wave-Gotik-Treffen 2004 dar.
Samplerbeiträge wurden unter anderem zu Zusammenstellungen wie den „Zillo Club Hits“ und Endzeit Bunkertracks geliefert.

## Diskografie

### Alben
- 2002: Intravenous
- 2002: Torschlüsspanik (Dying Culture)
- 2006: Social Phobia (Noise Terror Productions)

### Videoalben
- 2006: Invasive Therapy